# Жиренкопинський сільський округ
Жиренкопи́нський сільський округ (каз. Жиренқопа ауылдық округі, рос. Жиренкопинский сельский округ) — адміністративна одиниця у складі Хобдинського району Актюбінської області Казахстану. Адміністративний центр та єдиний населений пункт — село Жиренкопа.
Населення — 577 осіб (2021; 834 у 2009, 1617 у 1999, 2554 у 1989).
Станом на 1989 рік існувала Жиренкопинська сільська рада (села Єшкікирган, Жиренкопа, Тентеккора). Село Єшкирган було ліквідовано 2008 року, село Тентеккара — 2012 року.

## Склад
До складу округу входять такі населені пункти:
| Населений пункт    | Колишні назви | Населення, осіб (1989) | Населення, осіб (1999) | Населення, осіб (2009) | Населення, осіб (2021) |
| ------------------ | ------------- | ---------------------- | ---------------------- | ---------------------- | ---------------------- |
| Єшкирган, село     | Єшкікирган    | 368                    | 0                      | -                      | -                      |
| Жиренкопа, село    | -             | 1747                   | 1617                   | 741                    | 577                    |
| --Тентеккара, село | Тентеккора    | 439                    | 0                      | 93                     | -                      |